# 3-я гвардейская стрелковая дивизия
3-я гвардейская стрелковая Волновахская Краснознамённая ордена Суворова дивизия — воинское соединение (гвардейская стрелковая дивизия) РККА Вооружённых сил СССР.
Сокращённое действительное наименование формирования, применяемое в рабочих документах — 3 гв. сд. В составе Действующей армии соединение находилось в следующие периоды:
- 20.09.1941 — 18.10.1942;
- 15.12.1942 — 19.05.1944;
- 08.07.1944 — 09.05.1945

## История

### Боевые действия дивизии с 18 сентября 1941 по лето 1943 года
За мужество и героизм личного состава, проявленные при защите социалистической Родины, приказом Народного Комиссара Обороны № 308, от 18 сентября 1941 года, 153-я стрелковая дивизия была награждена почётным званием Гвардейская, и ей присвоен новый войсковой № 3, и она переименована в 3-ю гвардейскую стрелковую дивизию.

С 20.09.1941 по 09.11.1941 года дивизия вела боевые действия в составе 54-й армии Ленинградского фронта в районе станции Мга, Синявино.
С 10 по 14.11.1941 года дивизия передислоцировалась на левый фланг армии в район Халтурино Архивировано 25 августа 2011 года., Веретье Архивировано 25 августа 2011 года. южнее города Волхов.
С 15.11.1941 по 28.12.1941 года дивизия вела боевые действия в районе города Волхов, в боях 17-20 ноября приостановила наступление врага и вынудила его перейти к обороне на рубеже деревень Бор Архивировано 25 августа 2011 года. — Вячково Архивировано 25 августа 2011 года., 15.12.1941 года вела бои в районе Морозово Архивировано 25 августа 2011 года., Моршагино Архивировано 25 августа 2011 года.. Затем преследовала противника до станции Погостье. 20 марта 1942 года дивизия освободила Зенино Архивировано 25 августа 2011 года., 23 марта — Доброе Архивировано 25 августа 2011 года., 25 марта — Глажево, 29 марта взята Кондуя Архивировано 25 августа 2011 года..
Летом 1942 года дивизия пополняла свой состав, после чего вошла в резерв Ставки ВГК.
В конце августа — сентябре 1942 года дивизия принимала участие в Синявинской операции Волховского фронта. На дивизию легла основная тяжесть прорыва вражеской обороны в районе роща «Круглая» Архивировано 25 августа 2011 года. и взятию станции Синявино. 27.08.1942 года 5-й гвардейский стрелковый полк наступал в направлении Гонтовой Липки Архивировано 25 августа 2011 года.. С 10.09.1942 по 15.10.1942 дивизия вела бои на высоте роща Круглая.
В начале декабря 1942 года дивизия была выведена из резерва Ставки ВГК и переброшена под Сталинград, со включением в состав 2-й гвардейской армии Сталинградского фронта. Соединения дивизии совершили в условиях зимы 1942 года тяжёлый форсированный марш, пройдя от мест выгрузки до районов сосредоточения 200—280 км.
С 15 по 31.12.1942 года дивизия вела активные боевые действия под Сталинградом.
В ходе Сталинградской стратегической наступательной операции на рубеже реки Мышкова войска 2-й гвардейской армии (в её составе — 3-я гвардейская дивизия) сыграли решающую роль в отражении удара котельниковской группировки противника. 17.12.1942 года дивизия сосредоточилась на указанном ей оборонительном рубеже в районе совхоза Крепь Архивировано 25 августа 2011 года. по берегу реки Мышкова. 20.12.1942 года дивизия вела тяжёлые бои в районе Васильевки Архивировано 25 августа 2011 года.. Части дивизии оборонялись на участке Ивановка Архивировано 25 августа 2011 года. — Капкинка Архивировано 25 августа 2011 года., отражая основные удары на участке Васильевка — Капкинский Архивировано 25 августа 2011 года., а 24.12.1942 года сами перешли в наступление и вынудили его отойти на юг. К 15.00 29.12 дивизия вышла в район совхоза имени Ленина Архивировано 25 августа 2011 года. (10 км вост. Котельниково).
В 10.30 31.12.1942 года дивизия вела бой на рубеже: высота 107,8 Архивировано 25 августа 2011 года. — северная окраина Верхний Васильевский Архивировано 25 августа 2011 года. — восточная окраина Комиссаровский Архивировано 25 августа 2011 года..
Развивая наступление на ростовском направлении, войска дивизии 13.02.1943 года приняли участие в освобождении Новочеркасска, а через три дня вышли к реке Миус, где, встретив упорное сопротивление противника, перешли к обороне.
22.02.1943 года 22-й гвардейский артиллерийский полк был награждён орденом Красного знамени.

### Боевые действия с лета 1943 года по май 1945 года
В августе — сентябре 1943 года 3-я гвардейская дивизия участвовала в Донбасской стратегической наступательной операции.
Из-за контрудара противника во время перестроения армейских подразделений дивизия в полном составе попала в окружение, в котором находилась с 28 по 30.07.1943 года.
Обороняясь в начале августа 1943 года на восточном берегу Миуса дивизия одновременно пополнялась личным составом и совершенствовала в инженерном отношении занимаемые позиции. С 7.15 18.08.1943 после артиллерийской и авиационной подготовки, при поддержке танков 62-го отдельного гвардейского тяжёлого танкового полка прорыва Архивная копия от 13 апреля 2014 на Wayback Machine, дивизия перешла в наступление и, ломая упорнейшее сопротивление противника, к 22.00 вышла на рубеж 2,5 км западнее Архивировано 25 августа 2011 года. Берестово. С 6.00 20.08.1943 при поддержке артиллерийского и миномётного огня дивизия четырежды пыталась отдельными усиленными отрядами просочиться через боевые порядки противника, но, в результате сильного огня, коротких контратак мелких групп противника, зачастую ведя рукопашный бой в траншеях, была вынуждена отходить на исходные позиции. В ночь на 21.08.1943 противник отошёл на рубеж балки Калинова Архивировано 25 августа 2011 года.. На этом рубеже в течение трёх дней, переходя в короткие контратаки при поддержке танков и САУ «Фердинанд», противник оказывал сильное сопротивление наступающим частям. Боясь окружения, создав специальные отряды прикрытия по 200—300 человек, части вермахта по ночам отходили на позицию, проходящую восточнее Сталино по западному берегу реки Кальмиус.
Потеряв за неделю боёв более 4 тысяч человек убитыми и ранеными, 3-я гвардейская дивизия с 25 по 30.08.1943 года находится в резерве командующего армией, непрерывно пополняясь личным составом.
К 30.08.1943 года части дивизии с одиннадцатью танками приданного ей 511-го отдельного огнемётного танкового батальона Архивная копия от 4 марта 2016 на Wayback Machine, преследуя отходящего противника, вышли на рубеж реки Сухой Еланчик, где завязали бои с отрядами, прикрывавшими подходы к Кальмиусу.
31.08.1943 — 02.09.1943 года противник силами 3-й горно-стрелковой и 17-й танковой дивизий нанёс контрудар в районе Кутейниково — Покрово-Киреевка. В течение четырёх суток противник 12 раз контратаковал наступающие части дивизии, но активными действиями штурмовых отрядов стрелковых полков и особенно огнём батарей 22-го гвардейского Краснознамённого артполка все контратаки были отражены.
С наступлением утра 02.09.1943 года 9-й и 13-й гвардейские стрелковые полки, сломав упорное сопротивление противника, сбили его с рубежа западнее Павловка — Светлый Луч, решительно продвинулись вперёд и к 15.30 овладели совхозом «Металлист» Амвросиевского района Донецкой области. В 16.10 противник силою свыше двух рот пехоты с 30-ю танками предпринял контратаку и броском подошёл к северо-западной окраине совхоза «Металлист». Гарнизон 13-го гвардейского стрелкового полка, оборонявший совхоз, оказывал упорное сопротивление, но превосходящими силами противника был окружён и почти полностью уничтожен.
9-й гвардейский стрелковый полк, отражая контратаки пехоты и танков, также был вынужден отойти на северо-западные скаты высоты 176.8 Архивировано 25 августа 2011 года.. К 16.45 продвижение противника было задержано. 03 и 04.09.1943 года продолжались упорные бои, совхоз «Металлист» несколько раз переходил из рук в руки.
04.09.1943 года, подавив огневые средства противника, дивизия продвинулась на 13-17 км и, заняв 11 населённых пунктов, на рубеже хутор Берестовой — хутор Ребриково — хутор Грабово Архивировано 25 августа 2011 года., вышла к реке Кальмиус. В ночь на 9 сентября противник отошёл на рубеж по западному берегу реки Мокрая Волноваха. 3-я гвардейская дивизия сбила противника и, развивая успех, заняла совхоз Каракубский (Раздольное), посёлок Искра Архивировано 25 августа 2011 года., Стыла, Петровский, хутор Викторовка.
В ночь с 9 на 10.09.1943 года дивизия подвижными отрядами 13-го и 9-го гвардейских стрелковых полков ворвалась на северную и юго-западную окраины Волновахи. К 16.00 10.09.1941 года дивизия во взаимодействии с подразделениями 65-й танковой Архивная копия от 13 апреля 2014 на Wayback Machine, 5-й Архивная копия от 13 апреля 2014 на Wayback Machine, 6-й Архивная копия от 13 апреля 2014 на Wayback Machine гвардейских механизированных, 12-й мотострелковой бригады Архивная копия от 13 апреля 2014 на Wayback Machine и 11-й гвардейской кавалерийской Донской казачьей дивизии полностью очистила от противника город и станцию.
Приказом ВГК № 11 от 10 сентября 1943 года 3-й гвардейской стрелковой дивизии было присвоено наименование Волновахской.
После потери позиции, которая тянулась от Мариуполя к северо-западу в направлении Большого Янисоля, противник отходил на линию обороны, проходившую по реке Молочной. В течение 10-11.09.1943 3-я гвардейская Волновахская сд преследовала отходящего противника, заняла села Волновахского района: Дмитриевку, Голубицкое, Затишное, Малиновку, Хлебодаровку, Весёлое, Новопетропавловку Архивировано 25 августа 2011 года., Златоустовку, Николаевку, станцию Зачатьевская, Катериновку Володарского района, продолжая своими передовыми отрядами и разведгруппами действовать в юго-западном направлении на Розовку Запорожской области.
12-13.09.1943 года дивизия ведёт упорные бои с контратакующими подразделениями 17-й пехотной и частями 3-й горно-стрелковой дивизий по водоразделу реки Кальчик за овладение рубежом Вольное — Медовка Архивировано 25 августа 2011 года. — Вишневатое (Запорожская область). В ночь с 13 на 14.09.1943 года противник был сбит с этого рубежа. Части дивизии преследовала его в направлении Розовки и к 2.15 овладели ею.
18-19.09.1943 года дивизия с 15-м и 16-м миномётно-артиллерийскими полками, сбив арьергард противника с рубежа Восточный Архивировано 25 августа 2011 года., отражала контратаки танков и пехоты. К 3.30 20.09.1943 года своими передовыми отрядами ворвалась в Большой Токмак, Шевченко Архивировано 25 августа 2011 года., Ленино-1 Архивировано 25 августа 2011 года.. 21 сентября 1943 года дивизия освободила Молочанск.
22.09.1943 года выходом войск Южного фронта на реку Молочную завершилась Донбасская наступательная операция.
В конце сентября в ходе Мелитопольской операции войска дивизии вышли к низовьям Днепра и на побережье Чёрного моря, была освобождена Каховка (02.11.1943 года).
В декабре в составе 4-го Украинского фронта после упорных боёв соединения 2-й гвардейской армии ликвидировали плацдарм противника на левом берегу Днепра (в районе Херсона).
В феврале 1944 года армия была переброшена в район Перекопского перешейка и в апреле-мае того же года приняла участие в Крымской стратегической операции, в ходе которой 08.04.1944 года освободила Армянск, 12.04.1944 года дивизия, прорвав оборонительную линию противника на Перекопе освободила Ишунь, 13.04.1944 года Евпаторию, Саки и, во взаимодействии с другими войсками 4-го Украинского фронта и силами Черноморского флота, 9 мая освободила Севастополь.
В мае-июне 1944 года 2-я гвардейская армия была передислоцирована в район городов Дорогобуж, Ельня. С 20 мая находилась в резерве Ставки ВГК, а 08.07.1944 года вошла в состав 1-го Прибалтийского фронта.
В июле в ходе Шяуляйской наступательной операции отражала контрудары противника западнее и северо-западнее Шяуляя в районе Виндавского канала.
В октябре участвовала в Мемельской наступательной операции, в ходе которой 21 октября 1944 года освободила город Погеген.
20 декабря переподчинена 3-му Белорусскому фронту. В январе-апреле 1945 года в ходе Восточно-Прусской стратегической операции прорвала долговременную оборону противника, овладела городом Норденбург (26 января 1945 года), ликвидировала во взаимодействии с другими войсками фронта его окружённые группировки (юго-западнее Кёнигсберга и земландскую группировку Архивная копия от 14 апреля 2014 на Wayback Machine).

### Послевоенная история
По завершении Великой Отечественной войны в Прибалтике (ПрибВО) были дислоцированы свертываемые в стрелковый корпус войска 2-й гвардейской армии, в том числе 3-я гв. сд. Части дивизии дислоцировались в Литве, на побережье Балтики, штаб находился в Клайпеде. В 1957 г. стрелковые дивизии округа были переформированы в мотострелковые дивизии. 25 июня 1957 года дивизия переформирована в 3-ю гвардейскую мотострелковую дивизию.
1 декабря 1989 года преобразована в дивизию береговой обороны и передана из сухопутных войск ПрибВО в подчинение ВМФ и стала именоваться как 3-я гвардейская дивизия береговой обороны

## В составе
| Дата                 | Фронт (округ)                        | Армия                 | Корпус (группа)                    | Примечания               |
| -------------------- | ------------------------------------ | --------------------- | ---------------------------------- | ------------------------ |
| 1 октября 1941 года  | Ленинградский фронт                  | 54-я армия            |                                    |                          |
| 1 ноября 1941 года   | Ленинградский фронт                  | 54-я армия            |                                    |                          |
| 1 декабря 1941 года  | Ленинградский фронт                  | 54-я армия            |                                    |                          |
| 1 января 1942 года   | Ленинградский фронт                  | 54-я армия            |                                    |                          |
| 1 февраля 1942 года  | Ленинградский фронт                  | 54-я армия            |                                    |                          |
| 1 марта 1942 года    | Ленинградский фронт                  |                       | 4-й гвардейский стрелковый корпус  |                          |
| 1 апреля 1942 года   | Ленинградский фронт                  | 54-я армия            | 4-й гвардейский стрелковый корпус  |                          |
| 1 мая 1942 года      | Ленинградский фронт                  | 54-я армия            | 4-й гвардейский стрелковый корпус  | Волховская группа войск  |
| 1 июня 1942 года     | Ленинградский фронт                  | 54-я армия            | 4-й гвардейский стрелковый корпус  | Волховская группа войск  |
| 1 июля 1942 года     | Волховский фронт                     | 54-я армия            | 4-й гвардейский стрелковый корпус  |                          |
| 1 августа 1942 года  | Волховский фронт                     | 54-я армия            | 4-й гвардейский стрелковый корпус  |                          |
| 1 сентября 1942 года | Волховский фронт                     | 8-я армия             | 6-й гвардейский стрелковый корпус  |                          |
| 1 октября 1942 года  | Волховский фронт                     | 2-я ударная армия     | 6-й гвардейский стрелковый корпус  |                          |
| 1 ноября 1942 года   | Резерв Верховного Главнокомандования | 1-я резервная армия   | 13-й гвардейский стрелковый корпус |                          |
| 1 декабря 1942 года  | Резерв Верховного Главнокомандования | 2-я гвардейская армия | 13-й гвардейский стрелковый корпус |                          |
| 1 января 1943 года   | Южный фронт                          | 2-я гвардейская армия | 13-й гвардейский стрелковый корпус |                          |
| 1 февраля 1943 года  | Южный фронт                          | 2-я гвардейская армия | 13-й гвардейский стрелковый корпус |                          |
| 1 марта 1943 года    | Южный фронт                          | 2-я гвардейская армия | 13-й гвардейский стрелковый корпус |                          |
| 1 апреля 1943 года   | Южный фронт                          | 2-я гвардейская армия | 13-й гвардейский стрелковый корпус |                          |
| 1 мая 1943 года      | Южный фронт                          | 2-я гвардейская армия | 13-й гвардейский стрелковый корпус |                          |
| 1 июня 1943 года     | Южный фронт                          | 2-я гвардейская армия | 13-й гвардейский стрелковый корпус |                          |
| 1 июля 1943 года     | Южный фронт                          | 2-я гвардейская армия | 13-й гвардейский стрелковый корпус |                          |
| 1 августа 1943 года  | Южный фронт                          | 2-я гвардейская армия | 13-й гвардейский стрелковый корпус |                          |
| 1 сентября 1943 года | Южный фронт                          | 2-я гвардейская армия | 13-й гвардейский стрелковый корпус |                          |
| 1 октября 1943 года  | Южный фронт                          | 2-я гвардейская армия | 1-й гвардейский стрелковый корпус  |                          |
| 1 ноября 1943 года   | 4-й Украинский фронт                 | 2-я гвардейская армия | 13-й гвардейский стрелковый корпус |                          |
| 1 декабря 1943 года  | 4-й Украинский фронт                 | 2-я гвардейская армия | 13-й гвардейский стрелковый корпус |                          |
| 1 января 1944 года   | 4-й Украинский фронт                 | 2-я гвардейская армия | 13-й гвардейский стрелковый корпус |                          |
| 1 февраля 1944 года  | 4-й Украинский фронт                 | 2-я гвардейская армия | 13-й гвардейский стрелковый корпус |                          |
| 1 марта 1944 года    | 4-й Украинский фронт                 | 2-я гвардейская армия | 13-й гвардейский стрелковый корпус |                          |
| 1 апреля 1944 года   | 4-й Украинский фронт                 | 2-я гвардейская армия | 13-й гвардейский стрелковый корпус |                          |
| 1 мая 1944 года      | 4-й Украинский фронт                 | 2-я гвардейская армия | 13-й гвардейский стрелковый корпус |                          |
| 1 июня 1944 года     | Резерв Верховного Главнокомандования | 2-я гвардейская армия | 13-й гвардейский стрелковый корпус |                          |
| 1 июля 1944 года     | Резерв Верховного Главнокомандования | 2-я гвардейская армия | 13-й гвардейский стрелковый корпус |                          |
| 1 августа 1944 года  | 1-й Прибалтийский фронт              | 2-я гвардейская армия | 13-й гвардейский стрелковый корпус |                          |
| 1 сентября 1944 года | 1-й Прибалтийский фронт              | 2-я гвардейская армия | 13-й гвардейский стрелковый корпус |                          |
| 1 октября 1944 года  | 1-й Прибалтийский фронт              | 2-я гвардейская армия | 13-й гвардейский стрелковый корпус |                          |
| 1 ноября 1944 года   | 1-й Прибалтийский фронт              | 2-я гвардейская армия | 13-й гвардейский стрелковый корпус |                          |
| 1 декабря 1944 года  | 1-й Прибалтийский фронт              | 2-я гвардейская армия | 13-й гвардейский стрелковый корпус |                          |
| 1 января 1945 года   | 3-й Белорусский фронт                | 2-я гвардейская армия | 13-й гвардейский стрелковый корпус |                          |
| 1 февраля 1945 года  | 3-й Белорусский фронт                | 2-я гвардейская армия | 11-й гвардейский стрелковый корпус |                          |
| 1 марта 1945 года    | 3-й Белорусский фронт                | 2-я гвардейская армия | 11-й гвардейский стрелковый корпус |                          |
| 1 апреля 1945 года   | 3-й Белорусский фронт                | 2-я гвардейская армия | 11-й гвардейский стрелковый корпус | Земландская группа войск |
| 1 мая 1945 года      | 3-й Белорусский фронт                | 2-я гвардейская армия | 11-й гвардейский стрелковый корпус |                          |

## Состав дивизии
- Управление (штаб)
- 5-й гвардейский стрелковый полк;
- 9-й гвардейский стрелковый полк;
- 13-й гвардейский стрелковый Севастопольский Краснознамённый полк;
- 22-й гвардейский артиллерийский полк;
- 12-й гвардейский отдельный истребительно-противотанковый артиллерийский дивизион;
- 7-я гвардейская зенитная батарея (365-я зенитная батарея, 460-й отдельный зенитный артиллерийский дивизион) — до 15.05.1943
- 15-й гвардейский миномётный дивизион — до 20.10.1942
- 6-я отдельная гвардейская разведывательная рота;
- 10-й отдельный гвардейский сапёрный батальон
- 297-й отдельный батальон связи (14-й отдельный гвардейский батальон связи, 14-я гвардейская отдельная рота связи)
- 372-й (8-й) отдельный медико-санитарный батальон;
- 1-я гвардейская отдельная рота химической защиты;
- 437-я (4-я) автотранспортная рота;
- 486-я (2-я) полевая хлебопекарня;
- 485-й (16-й) дивизионный ветеринарный лазарет;
- 11942-я (826-я) полевая почтовая станция;
- 64-я полевая касса Госбанка[6]

3-я гвардейская мотострелковая дивизия (в/ч 61415) на 1988 год имела в своём составе:
- управление (г. Клайпеда);
- 9-й гвардейский мотострелковый ордена Суворова полк (г. Клайпеда);
- 273-й гвардейский мотострелковый ордена Александра Невского полк (г. Тельшяй);
- 287-й гвардейский мотострелковый Краснознамённый, ордена Александра Невского полк (г. Тельшяй);
- 277-й гвардейский танковый полк (г. Клайпеда);
- 22-й гвардейский артиллерийский Евпаторийский Краснознамённый полк (г. Клайпеда);
- 1063-й зенитный ракетный полк (г. Клайпеда);
- 966-й отдельный ракетный дивизион (г. Клайпеда);
- отдельный разведывательный батальон (г. Тельшяй);
- 1271-й отдельный противотанковый дивизион (г. Клайпеда);
- 187-й отдельный гвардейский инженерно-сапёрный батальон (г. Клайпеда);
- 299-й отдельный ремонтно-восстановительный батальон (г. Клайпеда);
- 494-й отдельный гвардейский батальон связи (г. Клайпеда);
- 1026-й отдельный батальон материального обеспечения (г. Клайпеда);
- 32-я отдельная медицинская рота (г. Клайпеда);
- 102-я отдельная рота химической защиты (г. Клайпеда);
- ОВКР (г. Клайпеда)[7].

## Командиры

### Командиры
- Гаген, Николай Александрович, гвардии полковник (с 9.11.1941 года гвардии генерал-майор — (18.09.1941 — 18.12.1941);
- Краснов, Анатолий Андреевич, гвардии полковник — (19.12.1941 — 08.03.1942);
- Мартынчук, Николай Моисеевич, гвардии генерал-майор — (09.03.1942 — 17.10.1942);
- Цаликов, Кантемир Александрович, гвардии полковник (с 27.11.1942 года гвардии генерал-майор) — (18.10.1942 — 20.05.1944);
- Карида, Леонтий Дмитриевич, гвардии подполковник — (21.05.1944 года — 28.06.1944 года);
- Полищук, Григорий Федосеевич, гвардии полковник (с 05.05.1945 года гвардии генерал-майор) — (29.06.1944 — 18.10.1946);[8]
- Майков, Александр Глебович, гвардии полковник — (декабрь 1946 — 5.05.1947);
- Каракоз, Марк Трофимович, гвардии генерал-лейтенант — (март 1947 — 19.03.1949);
- Козик, Емельян Васильевич, гвардии генерал-майор — (19.03.1949 — 15.12.1951);
- Шелковый, Сергей Епифанович, гвардии полковник — (25.12.1951 — 25.11.1955);
- Полищук, Григорий Федосеевич, гвардии генерал-майор — (25.11.1953 — 10.11.1956);
- Гордийчук, Николай Иванович, гвардии полковник — (10.11.1956 — 25.06.1957).

### Начальники штаба
- Бржезовский Александр Сиович, гвардии полковник — (24.06.1942 — 08.01.1943).
- Маргелов, Василий Филиппович, гвардии полковник, с 13.09.1944 гвардии генерал-майор — (08.01.1943 — ??.08.1943)
- Виноградов, Александр Ефимович, гвардии полковник — (??.02.1946 — ??.09.1946).

## Отличившиеся воины дивизии
- Абраменко, Дмитрий Кузьмич, командир орудийного расчёта 22-го гвардейского артиллерийского полка, гвардии старшина.
- Акопян, Рубен Казарович, командир стрелкового взвода 9-го гвардейского стрелкового полка, гвардии старший лейтенант.
- Антонов, Фёдор Тихонович, командир 6-й гвардейской отдельной разведывательной роты, гвардии младший лейтенант.
- Бакиров, Михаил Максимович, командир стрелкового батальона 9-го гвардейского стрелкового полка, гвардии капитан.
- Бараулин, Александр Адамович, командир батареи 22-го гвардейского артиллерийского полка, гвардии старший лейтенант.
- Дмитриев, Алексей Иванович, командир расчёта 45-мм орудия 9-го гвардейского стрелкового полка, гвардии сержант.
- Ежков, Валентин Фёдорович, командир роты противотанковых ружей 1-го батальона 13-го гвардейского стрелкового полка, гвардии старший лейтенант.
- Жаворонков, Иван Степанович — командир орудийного расчёта 22-го гвардейского артиллерийского полка, гвардии старшина.
- Карелин, Пётр Григорьевич, командир 2-й стрелковой роты 9-го гвардейского стрелкового полка, гвардии лейтенант.
- Кашинец, Николай Григорьевич — командир расчёта 45-мм орудия 9-го гвардейского стрелкового полка, гвардии старший сержант.
- Лошаков, Афанасий Ильич, командир стрелкового батальона 9-го гвардейского стрелкового полка, гвардии старший лейтенант.
- Марчук, Пётр Васильевич, командир отделения взвода пешей разведки 5-го гвардейского стрелкового полка, гвардии младший сержант.
- Милевский, Максим Иванович, командир орудия 12-го гвардейского отдельного истребительно-противотанкового дивизиона, гвардии старший сержант.
- Минченков, Михей Митрофанович, командир отделения 9-го гвардейского стрелкового полка, гвардии сержант.
- Мохов, Константин Григорьевич, командир батареи противотанковых орудий 13-го гвардейского стрелкового полка, гвардии лейтенант.
- Рогачёв, Михаил Иосифович, командир взвода пешей разведки 9-го гвардейского стрелкового полка, гвардии младший лейтенант.
- Синявин, Фёдор Фёдорович, командир пулемётной роты 9-го гвардейского стрелкового полка, гвардии старший лейтенант.
- Ткаченко, Иван Филиппович, начальник разведки 3-го артиллерийского дивизиона 22-го гвардейского артиллерийского Евпаторийского Краснознамённого полка, гвардии лейтенант.
- Худяков, Василий Митрофанович, командир 6-й гвардейской отдельной разведывательной роты, гвардии капитан.
- Черябкин, Пётр Лаврентьевич, командир стрелкового взвода 13-го гвардейского стрелкового полка, гвардии младший лейтенант.
- Яцкий, Михаил Дмитриевич, разведчик 13-го гвардейского стрелкового полка, гвардии сержант.

## Награды
- 18 сентября 1941 года —  Почетное звание Гвардейская — присвоено приказом Народного Комиссара Обороны СССР 18 сентября 1941 года за проявленную отвагу в боях за Отечество с немецкими захватчиками, за стойкость, мужество, дисциплину и организованность, за героизм личного состава.153-я стрелковая дивизия получила наименование 3-я гвардейская стрелковая дивизия.
- 10 сентября 1943 года — Почётное наименование Волновахская — присвоено приказом Верховного Главнокомандующего от № 10 сентября 1943 года за отличие в боях за освобождение города Волноваха.
- 24 апреля 1944 года —  Орден Красного Знамени — награждена указом Президиума Верховного Совета СССР за образцовое выполнение боевых заданий командования при прорыве сильно укреплённой обороны противника на Перекопском перешейке и в озёрных дефиле на южном побережье Сиваша и проявленные при этом доблесть и мужество.[11]
- 5 апреля 1945 года —  Орден Суворова II степени — награждена указом Президиума Верховного Совета СССР за образцовое выполнение боевых заданий командования в боях с немецкими захватчиками при овладении городами Ландсберг, Бартенштайн и проявленные при этом доблесть и мужество.

Награды частей дивизии:
- 5-й гвардейский стрелковый ордена Александра Невского[12] полк;
- 9-й гвардейский стрелковый ордена Суворова полк;
- 13-й гвардейский стрелковый Севастопольский Краснознамённый[13] полк;
- 22-й гвардейский артиллерийский Евпаторийский Краснознамённый[14] полк;

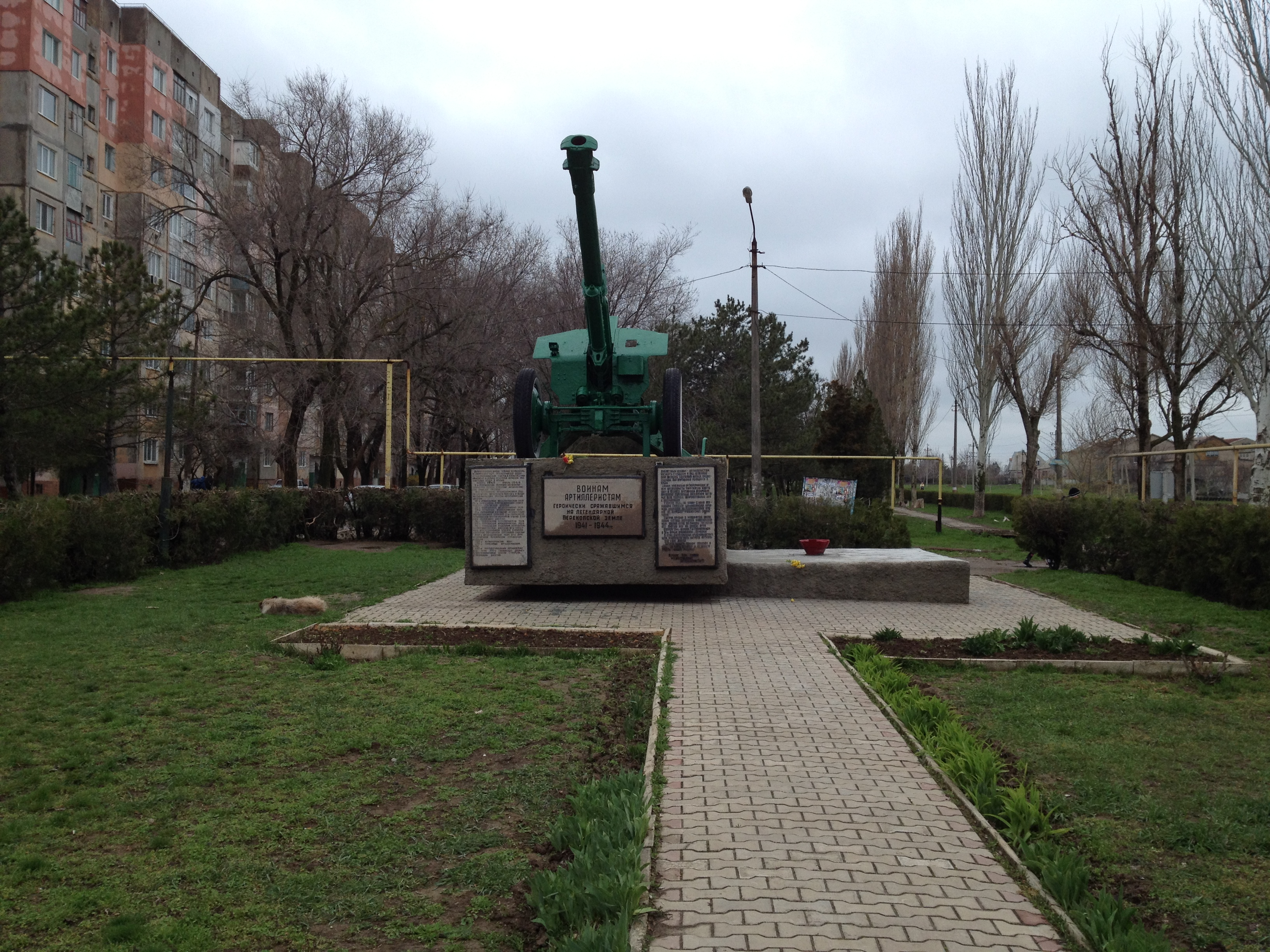
Памятный знак в честь воинов-артиллеристов (гаубица), Армянск Текст: Артиллерийская пушка-гаубица была установлена в г. Армянске в честь артиллерийских соединений, которые принимали участие в освобождении Армянска в период разгрома немецко-фашистских войск в Крыму (ноябрь 1943 — апрель 1944 гг.): … 12-й гвардейский истребительно противотанковый дивизион третьей гвардейской Волновахской Краснознаменной ордена Суворова стрелковой дивизии…

## Память
- Мемориальная доска на здании штаба 3-й Гвардейской сд по адресу город Волхов, улица Кирова, 20 Архивировано 25 августа 2011 года.[15]
- Памятник погибшим бойцам по адресу Екатеринбург, улица Куйбышева, 48 Архивировано 25 августа 2011 года.[16]
- В 1986 году на пересечении улиц Гайдара и Магдесяна города Армянска, в честь воинов артиллеристов (в том числе 12-й гвардейский истребительно противотанковый дивизион 3-й гвардейской Волновахской Краснознаменной ордена Суворова стрелковой дивизии), ведших боевые действия на Перекопской земле в 1941—1944 гг., была установлена гаубица[17].